# ОМО
ОМО — международный искусственный язык, разработанный в Екатеринбурге в 1910 году В. Венгеровым.

## История языка
Автор проекта — В. Венгеров, по профессии — лесовед, известный также как художник (его картины в настоящее время хранятся в Пермской художественной галерее). В октябре 1910 года в типографии Якова Шубина вышла первая книга — учебник языка, под названием «Проект научного и международного языка». Этот проект был представлен автором учёным, разослан в библиотеки и даже преподнесён Императору. Первая мировая война, революция и гражданская война прервали процесс развития лингвопроекта. Тем не менее, некоторую поддержку проект получил. И в 1927 году в Свердловске двухтысячным тиражом вышел второй учебник: «ОМО — язык Человека», 240 страниц. На первых 60 страницах излагалась структура и грамматика языка, вторая часть заключала в себе словарь корней. После этого появилось большое количество кружков омистов, ОМО преподавался (в факультативном порядке) в некоторых учебных заведениях. Было создано объединение — «Омиат» и его руководящий орган — Центромиат.[уточнить] В 1928 году В. Ф. Куренщиковым были изданы тиражом 5000 экз. каждая серия открыток с видами Урала (автором фото был В. Венгеров). Издавались также открытки в типографии «Гранит». На этих открытках имелась реклама ОМО. В конце 20-х и начале 30-х годов Омиат насчитывал около 1000 членов. Однако позднее в связи с изменением ситуации в стране деятельность движения омистов была прекращена. Возобновилась она лишь в 1950-х годах. В. Венгеров возобновил пропаганду своего проекта в кругах интерлингвистов, обращался он и к руководству страны. Несмотря на некоторую поддержку, в том числе со стороны властей, движение омистов так и не возродилось в прежнем объёме, а после смерти В. Венгерова в 1959 году прекратилось. В 1980-х годах снова появился интерес к этому языку, членами Свердловского эсперанто-клуба были проведены исследования истории. В ряде газет были опубликованы статьи, доклады представлялись на лингвистических конференциях. Были найдены носители языка. Однако изучение ОМО велось лишь как изучение лингвопроекта.

## Алфавит и чтение
Алфавит ОМО построен на основе латинского.
- A ―А,
- B ―Б,
- С ― Ц,
- D ― Д,
- E ― E,
- F ― Ф,
- G ― Г,
- H ― Х,
- I ― И,
- J ― Ж,
- К ― K,
- L ― Л,
- M ― M,
- N ― Н,
- О ― О,
- Р ― П
- Q ― Ч,
- R ― P,
- S ― C,
- T ― T,
- U ― У
- V ― В
- Х ― Ш
- Y ―Й или Ь,
- Z ― З

В алфавите 25 букв, которые соответствуют 25 звукам. Каждой букве соответствует один звук (фонематическое письмо). В отличие от эсперанто, отсутствуют буквы с диакритическими знаками. Весьма необычной для эсперантидов особенностью ОМО является наличие, кроме латиницы, второго, собственного алфавита. Таким образом, писать на ОМО можно как в «международной», так и в оригинальной транскрипции.
Ударение в полных основных словах падает на предпоследнюю гласную букву (как и в эсперанто).

## Словарный состав
Большая часть словаря состоит из романских и германских корней, а также из интернационализмов латинского происхождения. Есть небольшое количество основ, заимствованных из славянских языков или через их посредство.

## Морфология и грамматика
Слова образуются соединением корней и присоединением к корню окончаний, префиксов (их имеется 23) и суффиксов (66).
Существительные
Окончание существительных в единственном числе — o. Конечное o основных слов может не употребляться: saluto=salut. Ударение при этом остаётся.
Окончание винительного падежа — n, когда отсутствует более точное указание на объект действия и при этом дополнение стоит впереди дополняемого: petey len = petey le (просить его); portey katon = portey kato (нести кошку). Но: len petey, katon portey.
Окончание существительного во множественном числе — i: lomo человек — lomi люди, xtono камень — xtoni камни.
Когда подлежащее и сказуемое одинаковы, при обратном порядке слов перед сказуемым ставится частица yu: kavalo es zoo = yu zoo es kavalo (лошадь-животное).
Прилагательные
Окончание прилагательного (по числам не изменяется) — a.
Активное причастие: -inta, -anta, -onta.
Пассивное причастие: -ita, -ata, -ota.
Активный инфинитив: -ey (libey любить).
Пассивный инфинитив: -ety (libety быть любимым).
При введении в неопределённое наклонение признаков времени e переходит в a(наст. вр.), i(прош. вр.), o(буд. вр.):
Mi volas lektay я хочу читать (сейчас); Mi volas vuroy en Ameriko я хочу ехать в Америку (в будущем); Mi volis qeesiy я хотел присутствовать (в прошлом).
При желании указать в инфинитиве действующее лицо, к окончанию добавляют соответствующее личное местоимение: Mi ziras lektayti я желаю, чтобы ты читал теперь; Laveymi мне мыть.
Чтобы особо отметить связь времён, вместо es можно употреблять is(прош. вр.), as(наст. вр), os(буд. вр.):
Li es gaya он весёлый (всегда, по складу характера); Li as gaya он весел (сейчас); Otto es felqulo Отто счастливец (всегда); Otto as felqulo Отто счастливец (сейчас).
Сравнение: plu … kam и maplu … kam: Su es plu bona, kam tuo.
Превосходная степень: pley и mapley: Pley bona parko in la urbo.
Глаголы
Окончания глагола: -is(прош. вр.), -as(наст. вр), -os(буд вр.).
В случаях, когда глагол «быть» имеет собственное содержание, употребляется глагол eseу: Mi esis in teatro я был в театре.
Окончание повелительного наклонения — u. При точном указании времени перед u сохраняются a, i или о. Пассивная форма образуется добавлением u к пассивной форме indikativo. Возможно образование imperativo также при помощи esu и соответствующего причастия.
Kanto пение — kantu пой(те) -kantau пой(те) сейчас.
Sendou letero пошли(те) письмо.
Punity быть наказанным — punitu будь(те) наказан(ы).
Еsu parlanta = parlau говори сейчас.
Условное наклонение: окончание indikativo активных форм заменяется на -us, а при точном обозначении времени — с сохранением перед -us гласных a, i, o. Пассивная форма образуется добавлением -us к пассивной форме indikativo или условной связкой us и пассивным причастием:
Mi povus я мог бы.
Se le prometius, le venaus если он пообещал бы (в прошлом), он приходил бы (теперь).
Doniu ti monetin, mi axetus al ti vinon дай ты денег, я купил бы тебе вина.
Наречия
Окончание наречий — е.
Активное деепричастие: -inte, -ante, -onte.
Пассивное деепричастие: -ite, -ate, -ote.
Lu tivas lamante онa идёт хромая.
Lavdate, ti rudijas будучи хвалим, ты краснеешь.
Местоимения
Личные местоимения (persona pronomi): mi я, ti ты, li он (общее местоим. 3 лица), le он (местоим. мужского рода), lu она (местоимение женского рода), lo (среднего рода, то есть для неодушевлённых предметов), ni мы, vi вы, zi они (общее), lei они (мужск.), lui оне (женск.), loi они (неодуш.)
При дружеском обращении к местоимению добавляется окончание y: tiy ты. Для выражения почтительности к началу прибавляется bi: biti Вы, bile Его. Безличное местоимение — on: on parlas говорят. Возвратное — si.
Числительные
Числительные: 0 nul, 1 un, 2 du, 3 tri, 4 kvar, 5 kvin, 6 sis, 7 sep, 8 ok, 9 nay, 10 dek, 11 unoun, 12 unodu, 20 dudek, 29 duonay, 200 ducent, 900 naycent.

## Образец текста
Образец текста (из Гоголя, «Вечера на хуторе близ Диканьки»):
Qarma es luvo Dnipr, kany as kalmo, kany libere, legate ripigas li inter boski te monti sian akvan plenega. Nik ekmovetas, nik raketetas: ti garas — qa tivas ot ne tivas lia largajo mayesta, te es semblas, ke tuta li es muldita dal vitro te ke blua spegula voyo nemezurebla sur largo, senfina sur longo, serpenta — lijas in verda mondo. Tany es plaqe al zolo termega cirgarey de alto te plonjey dadi en matermo del akvo vitrala, te — al qeborta boski klare revidey sin in luvo. Verdelokvai! Zi trupijas kune kun kampa fyori al akvi, sin klininte garas en zi, te ne fiqgaras, te ne fiqas admirey per zia klara okuli, te ridetas al zi, te salutas zin, livante per branxi; en mido je del Dnipro zi ne kurajas ekgarey: nikio krom zolo te blua qielo ne vidas lin, rara birdo alflugos ji mido del Dnipro. Mayesta! Ne esas sur geo luvo, ku egalas al li!
Qarma es Dnipro te in terma leta nokto, kany tutkio dormas: te lomo, te besto, te birdo — te nur Dio sole bimayste observas qielo te teron te bimiste pokskuas sia manton. De la manto sutat steli; steli flamas te lumas sop mondo te tutkui samtempe refiguras in Dnipro. Tutkuin zin tenas Dnipr in sia malera zeno; nik un forflugos de li — forse nur etingos sur qielo. Nera bosko, semtita per dormanta korniki, te deantike brehita monti, sin alklininte, provas kovrey lin per zia longa ombri, — te vane! Nikuo esas in la mondo, ku povus tutkovrey Dnipron.